# Pierre Dao
Pierre Dao, né le 15 août 1943, est un entraîneur de basket-ball français. 

## Biographie

### CEP Poitiers (G) et PEC (F) (1972-1973)
Pierre Dao commence sa carrière d'entraîneur au CEP Poitiers (N2) et fait monter les Filles de Poitiers en N1

### ASPO Tours (1975-1980)
À l'aube de la saison 1975-1976, Pierre Dao intègre l'équipe technique de l'ASPO Tours en tant qu'entraîneur. Son équipe parvient à atteindre la finale de la Coupe des Coupes (1976) mais s'incline face à l'Olimpia Milan (88-83). Les hommes de Pierre Dao vont remporter le championnat de France en 1976 avec notamment Jean-Michel Sénégal, L.C. Bowen, Ray Reynolds et Dewitt Menyard, puis en 1980 avec encore Jean-Michel Sénégal ainsi que Jacques Cachemire et Georges Vestris.

### CSP Limoges (1983-1986)
En 1983, Pierre Dao retrouve un club après avoir loué ses services à l'équipe de France. Il s'agit du Cercle Saint-Pierre. Avec le CSP Limoges, il gagne dès sa première saison le championnat de France (1983-1984). Puis la saison suivante, Pierre Dao fait le doublé en gagnant la Coupe de la Fédération et le championnat de France. Lors de la saison 1985-1986, le CSP ne parvient pas à remporter le moindre trophée, ce qui n'était pas arrivé depuis la saison 1980-1981. En Europe, le CSP Limoges participe les 3 saisons au Finale 6 de la Coupe des clubs champions.

### Équipe de France (1975-1983)
Pierre Dao est l'entraîneur de l'équipe de France de 1975 jusqu'en 1983. Il est un des premiers entraîneurs français à avoir modernisé le Basket français avec des nouveautés des États-Unis. Il changera en partie la conception du basket-ball en France. Il était le dernier entraîneur français à avoir battu les États-Unis avec l'équipe de France (en Coupe Intercontinentale), avant l'exploit en Coupe du monde 2019. 
-  Vainqueur de la Coupe d'Europe des Nations en 1978.
-  Vainqueur du Challenge Round européen en 1979 (devant la Grèce et l'Espagne).
-  2e de la Coupe intercontinentale en 1979.
-  5e du Championnat d'Europe en 1983

### Directeur Technique National (1986-1993)
A la Direction Technique Nationale, Pierre Dao crée en 1987, dans chaque région, un centre de formation et d'entraînement pour les jeunes joueurs jusqu'à 15 ans. Il décide également d’impulser une nouvelle dynamique au pôle France en diminuant les années d’âge et en augmentant la durée du cursus.

### Directeur d'Afrique Basket-plus/ Fiba Afrique (1995- ...)
Élevé au grade de Chevalier de l’Ordre National du Mali par le Président de la République, Monsieur Pierre Dao (Expert-FIBA) a reçu sa décoration des mains du Ministre de la Jeunesse et des Sports. C’était ce jeudi 4 juin 2009 au cours d’une cérémonie solennelle à l’Hôtel Azalaï Salam de Bamako. 
Le Ministre de la Jeunesse et des Sports a rappelé les mérites du récipiendaire, M. Pierre Dao, élevé au grade de Chevalier de l’Ordre National du Mali par le Président de la République, S.E.M. Amadou Toumani Touré.« Pierre Dao a tout apporté au Mali. Il a mis toutes ses connaissances à son service. Il a contribué à faire du basket malien une référence, une école dans le monde », a témoigné le Ministre Hamane Niang.

## Vie privée
Pierre Dao a trois enfants : Gilles (activités dans le basket-ball), Pierre-Emmanuel et Stéphane (entraîneur de basket-ball niveau Nationale 1).